# 제시카 화이트
제시카 화이트(Jessica White, 1984년 6월 21일 ~ )는 미국의 모델, 배우이다.